# Beast Over Hammersmith
Beast Over Hammersmith – album koncertowy brytyjskiej grupy heavymetalowej Iron Maiden. Stanowi on zbiór nagrań z trasy koncertowej Beast on the Road. Beast Over Hammersmith został wydany 20 lat po jego nagraniu jako część Eddie’s Archive. Wszystkie utwory z tego dwupłytowego wydawnictwa, nigdy wcześniej nie były oficjalnie opublikowane poza "Children of the Damned", oraz "Total Eclipse" które były wydane na charytatywnej wersji singla "Run to the Hills" w marcu 2002 r.

## Lista utworów

### CD 1
1. "Murders in the Rue Morgue" – 4:32
2. "Wrathchild" – 3:31
3. "Run to the Hills" – 4:19
4. "Children of the Damned" – 4:39
5. "The Number of the Beast" – 5:07
6. "Another Life" – 3:45
7. "Killers" – 5:47
8. "22 Acacia Avenue" – 6:55
9. "Total Eclipse" – 4:14

### CD 2
1. "Transylvania" – 5:50
2. "The Prisoner" – 5:49
3. "Hallowed Be Thy Name" – 7:31
4. "Phantom of the Opera" – 6:53
5. "Iron Maiden" – 4:21
6. "Sanctuary" – 4:12
7. "Drifter" – 9:19
8. "Running Free" – 3:44
9. "Prowler" – 5:00

## Twórcy
- Bruce Dickinson – śpiew
- Adrian Smith – gitara, śpiew
- Dave Murray – guitar
- Steve Harris – gitara basowa, śpiew
- Clive Burr – perkusja